# Tmarus bifidipalpus
Tmarus bifidipalpus là một loài nhện trong họ Thomisidae.
Loài này thuộc chi Tmarus. Tmarus bifidipalpus được Cândido Firmino de Mello-Leitão miêu tả năm 1943.